# Isturgia styriaca
Isturgia styriaca är en fjärilsart som beskrevs av Leo Schwingenschuss 1911. Isturgia styriaca ingår i släktet Isturgia och familjen mätare. Inga underarter finns listade i Catalogue of Life.